# Delegació del Govern de la Generalitat de Catalunya a Madrid
La Delegació del Govern de la Generalitat de Catalunya a Madrid es va implantar el 1983. Actualment la Delegació té la representació institucional del Govern de la Generalitat a la capital de l'Estat Espanyol, a més de fer tasques de difusió: cultura, llengua, turisme, etc.

## Delegats del Govern de laGeneralitat de Catalunyaa Madrid
- Frederic Roda Pérez (1983-1993)
- Josep Gomis i Martí (1993-2002)

- Francesc de Paula Caminal i Badia (2002-2003)

- Manuel Royes i Vila (2004-2004)

- Santiago de Torres i Sanahuja (2004-2006)
- Raimon Martínez Fraile (2006-2007)
- José Ignacio Cuervo (2007-2011)
- Jordi Casas i Bedós (2011-2013[2])
- Josep Maria Bosch i Bessa (2013-2015)
- Ferran Mascarell (2016-2017,[3] 2018-2019[4])
- Gorka Knörr Borràs (2019-2021)[5]
- Ester Capella (2021-2023)
- Joan Capdevila i Esteve (2023-2024)
- Núria Marín Martínez (2024-)